# Kerékpárostrikó
A kerékpárostrikó a sportmezek egy speciális fajtája. A kerékpáros felsőtestét fedi, a vágás a legkényelmesebb ülőhelyhez igazodik, a testhez közel hajolva a levegő ellenállásának minimalizálása érdekében. Olyan anyagból készül, amely átengedi az izzadságot, elülső cipzárral, amely lehetővé teszi, hogy a versenyző az izzadságot eltávolíthassa. A hátoldalon zsebek helyezkednek el, ahol a versenyző frissítőket tárol. A versenyeken a mez rajtszámokkal is rendelkezik.
A nadrágok élénk színekben készülnek, ami növeli a versenyző biztonságát, és segít a nézőknek, az utasoknak és az edzőknek. A professzionális csapatok jellegzetes öltözékei nagy szponzori hirdetésekkel rendelkeznek. A világbajnokságon és az olimpián a versenyzők hazájuk nemzeti színeiben indulnak, a magyarok például a hagyományos piros-fehér-zöld trikolór színeiben.

## Kerékpárversenyek
A leghíresebb kerékpárversenyek megkülönböztető mezeinek jelentése:
| Verseny         | Összetett verseny | Pontverseny | Hegyi összetett | Fiatalok versenye | További mezek              |
| --------------- | ----------------- | ----------- | --------------- | ----------------- | -------------------------- |
| Tour de Hongrie | Sárga trikó       | Zöld trikó  | Piros trikó     | ／                | - Legjobb magyar versenyző |

### Grand Tour
| Verseny         | Összetett verseny           | Pontverseny                     | Hegyi összetett                    | Fiatalok versenye         | További mezek                                                         |
| --------------- | --------------------------- | ------------------------------- | ---------------------------------- | ------------------------- | --------------------------------------------------------------------- |
| Giro d’Italia   | Rózsaszín trikó maglia rosa | Ciklámen trikó maglia ciclamino | Kék trikó maglia azzurra           | Fehér trikó maglia bianca |                                                                       |
| Tour de France  | Sárga trikó maillot jaune   | Zöld trikó maillot vert         | Pöttyös trikó maillot à pois       | Fehér trikó maillot blanc | - Legaktívabb versenyző - Csapatveseny                                |
| Vuelta a España | Piros trikó la roja         | Zöld trikó jersey verde         | Pöttyös trikó jersey puntos azules | ／                        | - Kombinációs pontverseny - Legaktívabb versenyző - Fiatalok versenye |

### UCI WorldTour
| Verseny               | Összetett verseny       | Pontverseny      | Hegyi összetett    | Fiatalok versenye    | További mezek                |
| --------------------- | ----------------------- | ---------------- | ------------------ | -------------------- | ---------------------------- |
| Tour Down Under       | Narancs trikó           | Kék trikó        | Pöttyös trikó      | Fehér trikó          | - Legaktívaktívabb versenyző |
| UAE Tour              | Piros trikó             | Zöld trikó       | ／                 | Fehér trikó          | - Sprintverseny              |
| Párizs–Nizza          | Sárga trikó             | Zöld trikó       | Pöttyös trikó      | Fehér trikó          |                              |
| Tirreno–Adriatico     | Kék trikó               | Narancs trikó    | Zöld trikó         | Fehér trikó          |                              |
| Katalán körverseny    | Zöld csíkos trikó       | Kék csíkos trikó | Piros csíkos trikó | Narancs csíkos trikó |                              |
| Baszk körverseny      | Sárga trikó             | Zöld trikó       | Pöttyös trikó      | Kék trikó            |                              |
| Török körverseny      | Türkisz trikó           | Zöld trikó       | Piros trikó        | ／                   | - Legjobb török versenyző    |
| Tour de Romandie      | Sárga trikó             | Zöld trikó       | Fekete trikó       | Fehér trikó          | - Csapatveseny               |
| Tour of California    | Sárga trikó             | Zöld trikó       | Pöttyös trikó      | Fehér trikó          | - Legaktívabb versenyző      |
| Critérium du Dauphiné | Sárga, kék csíkos trikó | Zöld trikó       | Pöttyös trikó      | Fehér trikó          | - Csapatveseny               |
| Tour de Suisse        | Sárga trikó             | Fekete trikó     | Azúrkék trikó      | Fehér trikó          | - Csapatveseny               |
| Tour de Pologne       | Sárga trikó             | Fehér trikó      | Ciklámen trikó     | ／                   | - Kombinációs pontverseny    |
| BinckBank Tour        | Zöld trikó              | Piros trikó      | ／                 | ／                   | - Legaktívabb versenyző      |
| Tour du Guangxi       | Piros trikó             | Kék trikó        | Pöttyös trikó      | Fehér trikó          |                              |

### Egyéb versenyek
| Verseny            | Összetett verseny | Pontverseny       | Hegyi összetett     | Fiatalok versenye | További mezek                                  |
| ------------------ | ----------------- | ----------------- | ------------------- | ----------------- | ---------------------------------------------- |
| Vuelta a Andalucía | Sárga trikó       | Fehér trikó       | Narancs trikó       | ／                | - Sprintverseny - Legjobb andalúz versenyző    |
| Volta ao Algarve   | Sárga trikó       | Piros trikó       | Kék trikó           | Fehér trikó       |                                                |
| Tour of the Alps   | Ciklámen trikó    | Piros trikó       | Zöld trikó          | Fehér trikó       |                                                |
| Tour de Yorkshire  | Azúrkék trikó     | Zöld trikó        | Piros trikó         | ／                | - Kombinációs pontverseny                      |
| Dunkerquei 4 napos | Rózsaszín trikó   | Zöld trikó        | Pöttyös trikó       | Fehér trikó       | - Csapatverseny                                |
| Tour of Norway     | Sárga trikó       | Kék trikó         | Pöttyös trikó       | Fehér trikó       | - Csapatverseny                                |
| Tour de Luxembourg | Sárga trikó       | Kék trikó         | Barna trikó         | Fehér trikó       |                                                |
| Belgium Tour       | Kék trikó         | Piros trikó       | ／                  | ／                | - Kombinációs pontverseny                      |
| Szlovén körverseny | Zöld trikó        | Piros trikó       | Kék trikó           | Fehér trikó       | - Csapatveseny                                 |
| Volta a Portugal   | Sárga trikó       | Zöld trikó        | Kék trikó           | Fehér trikó       |                                                |
| Tour of Utah       | Sárga trikó       | Fehér trikó       | Kék trikó           | Türkisz trikó     | - Legaktívaktívabb versenyző - Közönségkedvenc |
| Tour of Britain    | Zöld trikó        | Kék trikó         | Fekete trikó        | ／                | - Sprintverseny                                |
| Okolo Slovenska    | Sárga trikó       | Kék pöttyös trikó | Piros pöttyös trikó | Fehér trikó       | - Legaktívaktívabb versenyző                   |

## Nemzeti bajnokságok
Egy évben általában két darab országos bajnoki trikót adnak át a kerékpársportban (országúti és időfutam verseny bajnokának). Ezeken felül külön trikót nyer a országúti világbajnok és az európai pályakerékpárbajnok. Jelentősebb országok bajnoki mezeinek listája: 
 - Világbajnok;  - Európa bajnok
| - - Algéria - - Albánia - - Amerikai Egyesült Államok - - Argentína - - Ausztrália - - Ausztria - - Azerbajdzsán - - Belgium (Driekleur trikot) - - Bosznia-Hercegovina - - Brazília - - Bulgária - - Chile - - Ciprus - - Costa Rica - - Csehország - - Dánia - - Dél-afrikai Köztársaság - - Egyesült Királyság - - Ecuador | - - Egyiptom - - Eritrea - - Etiópia - - Észtország - - Fehéroroszország - - Finnország - - Franciaország - - Görögország - - Grúzia - - Hollandia - - Hongkong - - Horvátország - - Izrael - - Írország - - Japán - - Kanada - - Kazahsztán - - Kirgizisztán - - Kína | - - Kolumbia - - Kuba - - Lengyelország - - Lettország - - Litvánia - - Luxembourg - - Magyarország - - Marokkó - - Mexikó - - Montenegró - - Németország - - Norvégia - - Olaszország (Maglia tricolore) - - Oroszország - - Panama - - Portugália - - Románia - - Spanyolország - - Svájc | - - Svédország - - Szerbia - - Szlovákia - - Szlovénia - - Törökország - - Tunézia - - Ukrajna - - Uruguay - - Új-Zéland - - Üzbegisztán - - Venezuela |